# زراعة الجوجوبا في الأردن

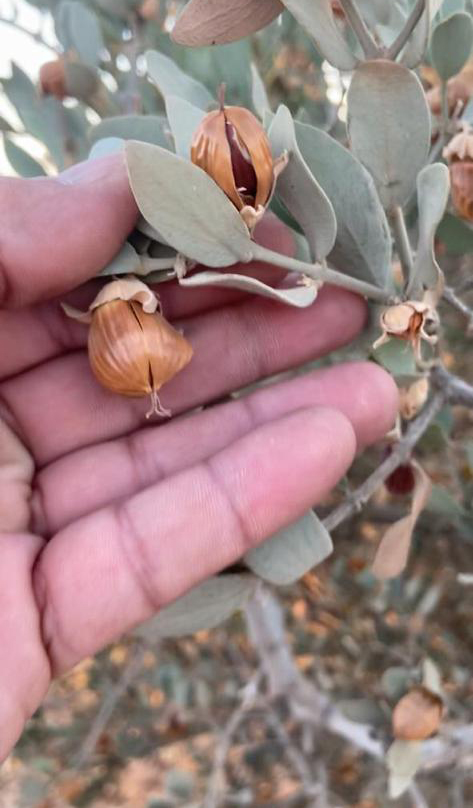
ثمار الجوجوبا في الأردن - مزارع سلطان الفايز

## نبذة عن نبات الجوجوبا
نبات الجوجوبا أو الهوهوبا هو نبات بري ينمو كشجيرة كبيرة نوعاً ينمو في ظروف البيئة القاسية وينتج الجوجوبا زيوت غالية الثمن تدخل في صناعة الأدوية والمستحضرات الطبية كما إن الجوجوبا يصلح كوقود حيوي تفوق قدرته بعض أنواع الوقود الأخرى فهو حل متميز لأزمة الطاقة كل هذه المميزات جعلته يستحق تسميته بالذهب الأخضر.
للجوجوبا عدة أسماء يكتب اسم النبات بالاتينية (Jojoba) ويلفظ من قبل المتحدثين بالفرنسية (جوجوبا) والمتحدثين بالأسبانية (خوخوبا) والمتحدثين بالأنجليـزية (هوهوبا) أما الاسم العلمي فهو  السيمونديا الصينية هوهوبا أو السيمونديا الكاليفورنية Simmondsia californica.
وقد قام أحد الباحثين الأردنيين (سلطان الفايز) بإدخال هذه النبتة إلى الأردن ليتم زراعتها واستثمارها لما لها من فوائد بيئية واقتصادية للمملكة الأردنية الهاشمية.

## الجوجوبا في المناطق الصحراوية
الجوجوبا هي شجيرات تم زارعتها في مصر مؤخراً بعد نجاحها في المناطق الصحراوية وذلك لأنخفاض حاجتها إلى الماء والسماد، وارتفاع حجم الطلب على زيوتها على المستوى العالمي لاستخدامها بديلاً عن الزيوت التقليدية في محركات السيارات، إضافة إلى استخدامها في مستحضرات التجميل، وهو مايجعلها زراعة أقتصادية غير مكلفة ولكنها ستحقق من ورائها عائدات ضخمة لذلك يطلق عليه“الذهب الأخضر”.
يصل عمر نبات الجوجوبا Jojoba اإلى مئة سنة ويمكن أن يصل عمر الشجيرة إلى أكثر من مائتي سنة تقريباً، حيث يعتبر ذلك النوع من النباتات المعمرة، مقاومة لعوامل التعرية – ويقوم البعض بإستخدامها من أجل تثبيت الرمال بجانب بذورها لها أهمية كبيرة وتجود زراعتها في الأراضي الخفيفة وتتحمل الملوحة حتى 7000 جزء في المليون.
وينمو ذلك النوع من الشجيرات في الشمال الغربي لدولة المكسيك في جنوب أمريكا الشمالية وتحديداً يكثر نموها في ولاية أريزونا وفي الجنوب من ولاية كاليفورنيا أيضاً.
ويعتبر زيت نبات الجوجوبا من الزيوت النقية التي لا تحتاج إلى تكرير كغيرها من الزيوت الأخرى، فهو يتحمل درجات الحرارة المرتفعة ولا تتأثر المادة الخاصة لهذا النوع من النباتات بإي أرتفاع في درجة الحرارة، حيث أن لديها درجة حفظ عالية، وذلك لاحتوئها على مواد طبيعية مضادة للأكسدة.

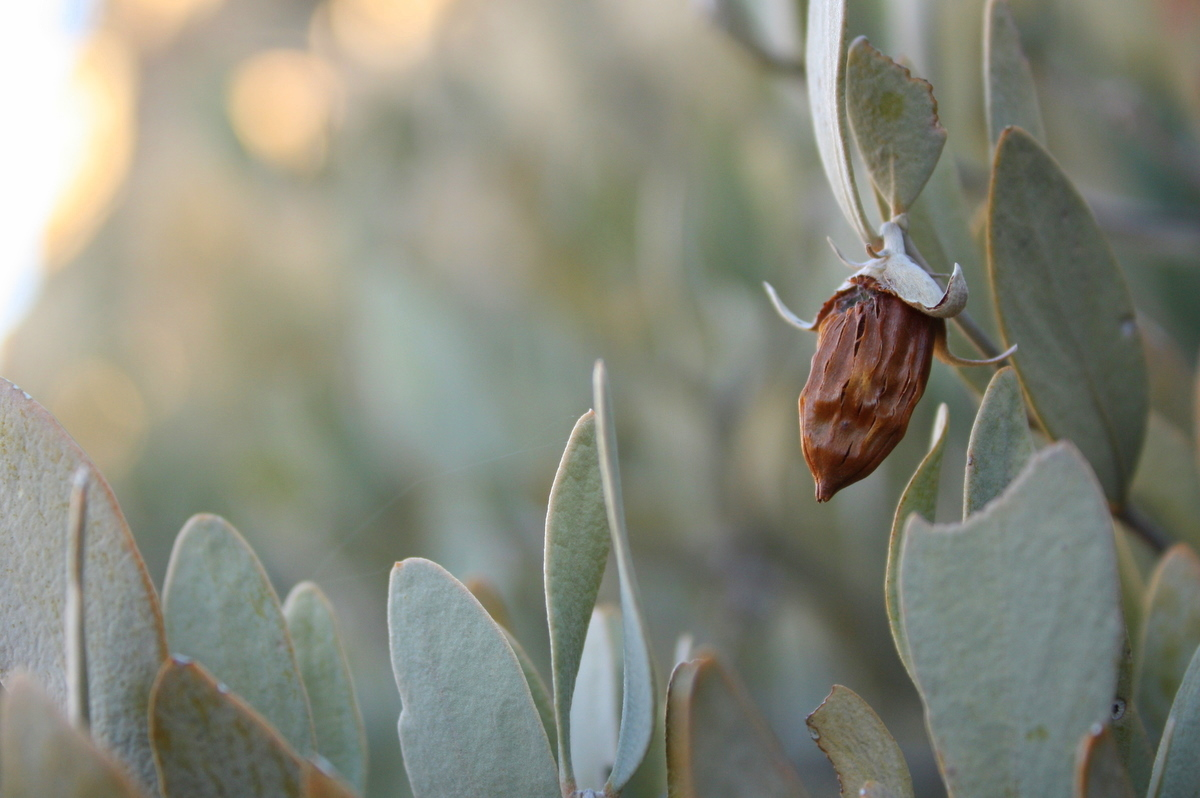
ثمرة الجوجوبا

## إستعمالات نبات الجوجوبا
ويستخدم نبات الجوجوبا في العديد من الاستعمالات في حياتنا اليومية بشكل عام، حيث يستخدم زيت هذا النبات في الطهي وأيضاً في صناعة مادة الورنيش، وصناعة البلاستيك، ويستخدم كسماد طبيعي للتربة لاحتوائه على نسب عالية من النتروجين، ومصدر غذائي أيضاً للحيوانات.
ويقوم المواطنون هناك بزراعة هذا النوع من نباتات الجوجوبا من أجل إنتاج بذورها في منتصف شهر يوليه حتى نهاية أغسطس من كل عام، حيث أن بذور تلك النباتات تحوى على زيت شمعي تصل نسبته في البذرة الواحدة إلى قرابة 60 في المئة من الشمع السائل الغير دهني، وهو مايماثل زيت الحوت من حيث الصفات الكيميائية.
ولزيت الجوجوبا العديد من الفوائد منها أنهم يحمي الجسم من الجراثيم، بالإضافة إلى أنه مضاد للالتهابات، وغير سام ولديه فائدة كبيرة للشعر والوجه وجسم الإنسان ككل.

## فوائد زيت الجوجوبا للشعر
يستخدم زيت نبات الجوجوبا في علاج الأضرار التي تنتج عن استخدام الكيمياويات في شعر الإنسان مثل تقصف الشعر وسقوطه وغيرها من المخلفات لعمليات الفرد الكيمائي وغيرها، حيث أنه زيت طبيعي يؤثر بشكل إيجابي في نمو خصلات شعر الإنسان.
حيث يطهر زيت الجوجوبا فروة رأس الشعر ويقوم بتنظيفها من القشرة، والحد من التساقط والتقصف، لما لديه قدرة كبيرة في مواجهة البكتريا والالتهابات، فهو زيت طبيعي يكسب الشعر نضارة ويجعله نظيفاً وصحياً.
أيضاً زيت نبات الجوجوبا يعطي رونق ومظهر رائع للشعر، حيث أن قطرات قليلة من هذا الزيت على شعرك يكسبه نضاره وقوة وبريق ولمعان غير مسبوق، خالي من أي أضرار مثلما الوضع في المواد الكيميائية.
يستعمل ايضاً زيت الجوجوبا لنمو الشعر هو وسيلة ممتازة لزياده نمو الشعر. فهو يمنع سقوط الشعر وترقق الشعر الناتج عن انسداد بصيلات الشعر. يذوب زيت الجوجوبا، ويزيل هذه المعوقات ويعزز تطوير خلايا الشعر الجديد الذي يؤدي إلى نمو الشعر. كما يمكن استعمال زيت الجوجوبا لتدليك فروة الرأس ويساعد على تحسين الدورة الدموية مما يحفز بصيلات الشعر على النمو بشكل أسرع للشعر.
ومن استخدامات زيت الجوجوبا ايضاً أنه يقوم تحسين ملمس ومظهر الشعر. وذلك لإنه يرطب بصيلات الشعر بأكمله ويحصنه من الأضرار التي قد تطوله مستقبلاً.

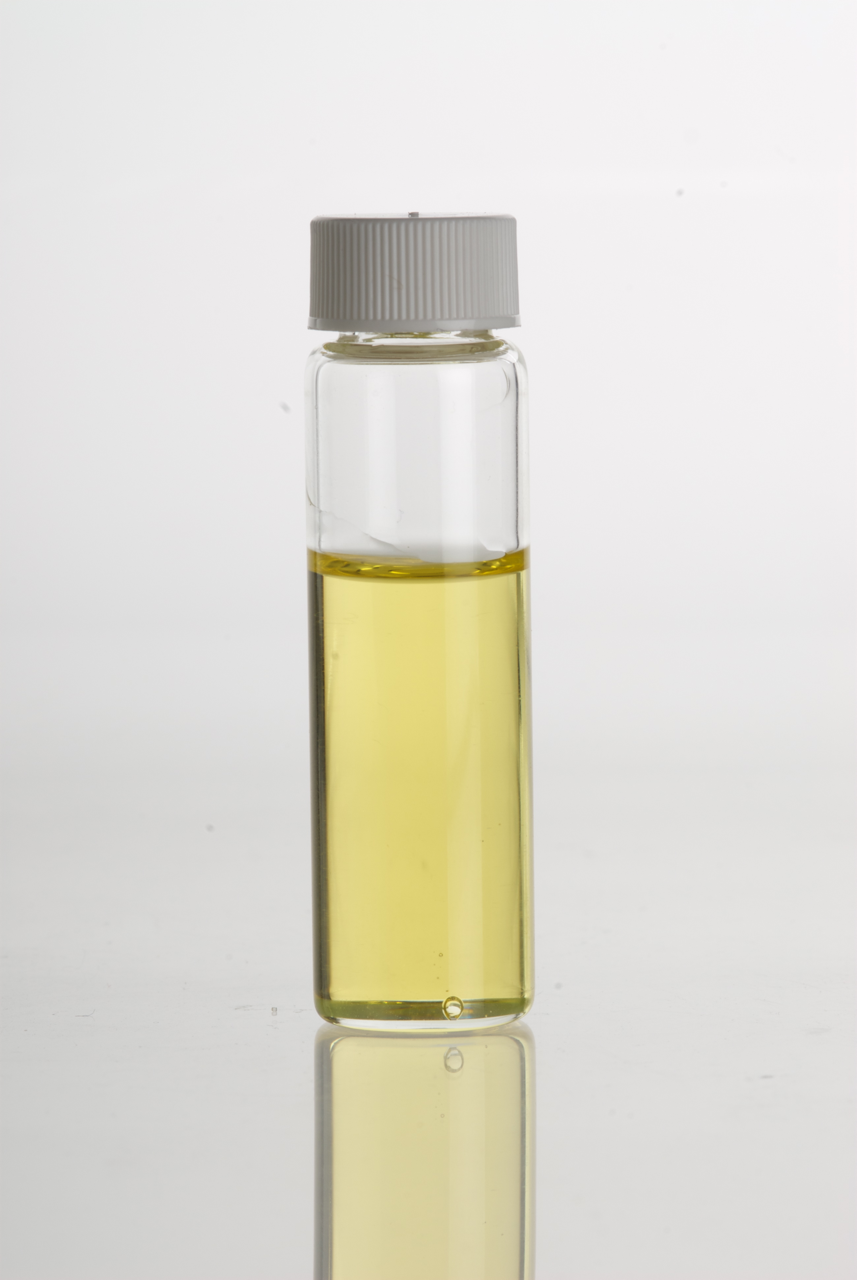
زيت الجوجوبا

الجوجوبا هو زيت يقوم بترطيب فروة شعر الرأس بشكل مثالي. غالبا ما تكون فروة الرأس الجافة تحتوى على القشور، مما تسبب في تقشير الجلد وحكة شديدة. زيت الجوجوبا يرطب فروة رأسك فمن الأعماق إلى المسام. وهذا يؤدي إلى تأثير مرطب عميق ودائم وموازنة مستوى الحموضة في فروة الرأس. إنه يجعل أيضا فروة الرأس صحية مع خصائصه المضادة للبكتيريا، وهو عظيم لعلاج قشرة الرأس، وفروة الرأس الجافة والصدفية في فروة الرأس. إنه يرطب فروة الرأس جيدا ويحافظ على الشعر قوياً من أطرافه وحتي جذوره.

## يجعل البشرة قادرة على الحفاظ على نعومتها
وأثبتت العديد من الدراسات الحديثة أن تطبيق زيت الجوجوبا الخام على البشرة التي تعاني من الجفاف بشكل يومي يجعل البشرة قادرة على الحفاظ على نعومتها، بالإضافة إلى أن ذلك يعالج خشونة الأظافر بشكل مثالي، وتدليك الركبتين بزيت نبات الجوجوبا برفق يجعلهم أكثر ليونة، ويستخدم أيضاً لتفادي ظهور اللون الأسود في بعض المناطق في جسم الإنسان مثل تحت الأعين.
ويُتصح باستعمال زيت الجوجوبا على الشعر قبل السباحة، لإنه سيقوم بحماية الشعر من المواد الكميائية الضارة التي قد تطوله أثناء ممارسة تلك الرياضة، وتوثر على لونه، وايضاً قبل الحلاقة، لإن زيت هذا النبات يساعد على تفادي الحروق التي قد تنتج عن الحلاقة.

## المشاريع القائمة في الأردن

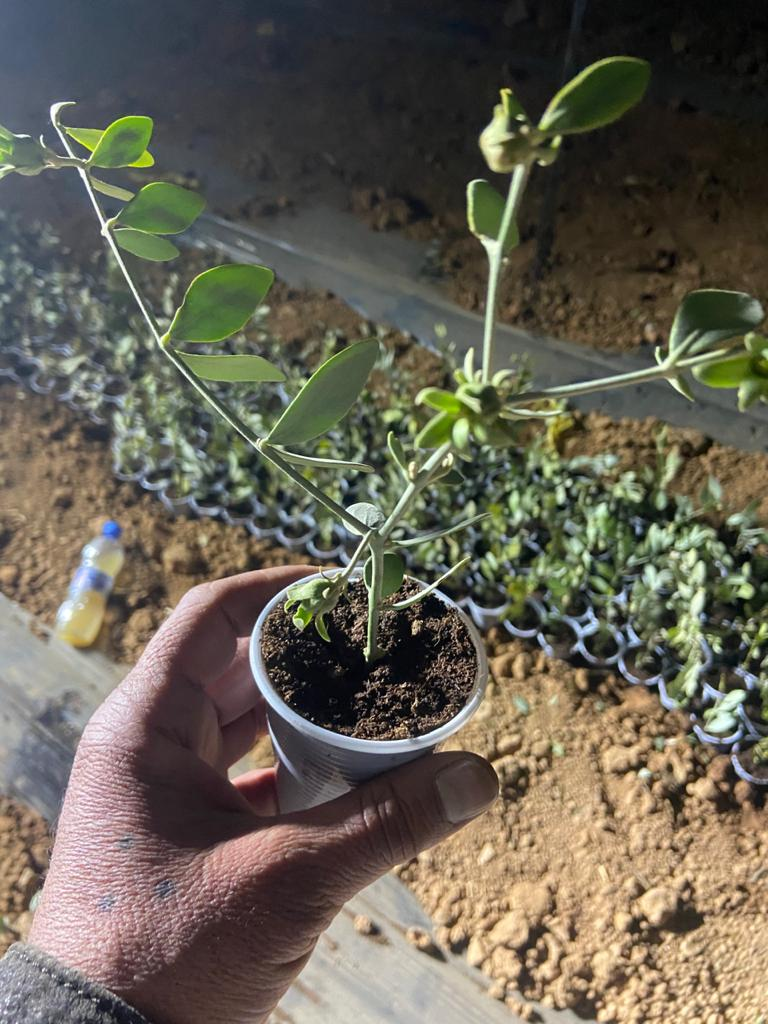
انتاج أشتال الجوجوبا - مزارع حدائق السلطان

أنشأ الباحث سلطان الفايز مشتل الجوجوبا في الأردن والذي سيكون المشتل المركزي لنبات الجوجوبا، حيث يتم إنتاج شتلات الجوجوبا بطريقة علمية خاصة لتناسب مناخ الأردن والدول المحيطة، وبهذا يضاف هذا المشتل على خارطة العالم لزراعة نبات الجوجوبا.
كما أنشأ الباحث سلطان الفايز شركة الزيت الذهبي وهي الشركة المختصة بإنتاج زيت الجوجوبا والمنتجات التجميلية الطبيعية التي تحتوي بشكل أساسي على زيت الجوجوبا، وتعمل الشركة على تصنيع وتصدير هذه المنتجات إلى شتى أنحاء العالم.
والهدف من جميع هذه المشاريع نشر زراعة نبات الجوجوبا في الأردن لتحسين الاقتصاد الوطني، وتمهيد الطريق ليصبح الأردن من أضخم مصدري زيت الجوجوبا في الوطن العربي والعالم، واستصلاح الأراضي الصحراوية وتحويلها إلى غابات إنتاجية ربحية تدعم الاقتصاد بشكل مباشر.

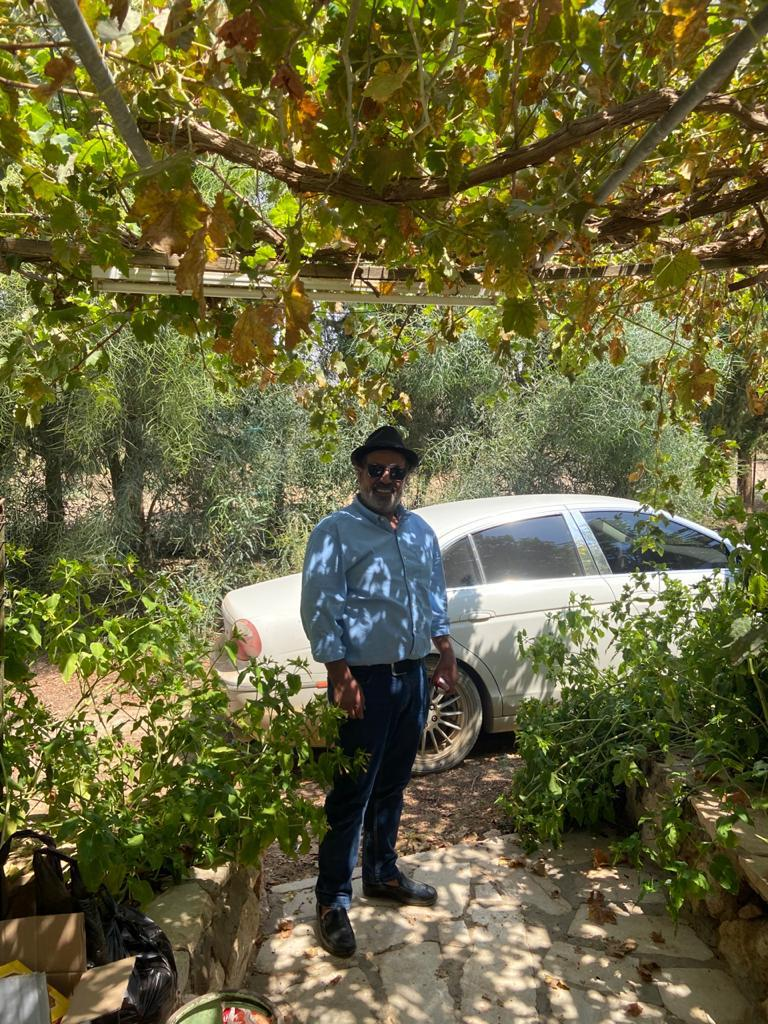
سلطان الفايز - مزارع سلطان الفايز للجوجوبا

ان فكرة المشروع التي ابتكرها سلطان الفايز تتركز على اقامة مصنع لعصر بذور الجوجويا بدلا من تصديرها كمادة خام بما يؤدي إلى ريادة القيمة المنضافة والعائد من تصديرها بخلاف ان الإسراع في دخول هذا المجال يمكن ان يضع الأردن في مصاف الدول المتحكمة في سوق زيت الجوجويا وما يمثله ذلك من اهمية إستراتيجية.
حيث يتجه العالم حاليا إلى استخدام المواد الخام الطبيعية التي لا تسبب اضرار للبيئة والانسان والحيوان وعلى هذا الاساس يعتبر زيت الهوهوبا واحد من أهم هذه الموادلان زيت الهوهويا يختلف تماما من ناحية التركيب عن كافة الزيوت النباتية حيث يصنف كيمائيا على انه شمع سائل ناتج من اتحاد احماض دهنية وكحول ذو سلسلة كربونية واحدة طويلة حيث تحتوي السلسلة الكيميائية لزيت الجوجويا على 40 -44 ذرة كربون.
خلاصة الهوهوبا عبارة عن شمع زيتي ذهبي يتم فرزه عبر عملية فرز تخلو من التلامس البشري ودون مواد كيميائية يدخل زيتها في صناعة المبيدات الزراعية (فطري – حشري – علاج النيماتودا) وتدخل مخلفات العصر في هذه الثمار في صناعات متعددة مثل الاعلاف الحيوانية والداجنة والسمكية حيث تحتوي مخلفات العصر على نسبة عالية من البروتين.
وقد ثبت علمياً ان زيت الهوهوبا هو اقرب من حيث تركيبته إلى زيت كبد الحوت مما جعل عددا من الدول يوليها اهمية وعناية خاصة بعد اكتشاف ان زيت بذرة الجوجويا إضافة إلى دخوله في تصنيع مستحضرات التجميل وعدد من المنتجات الطبية.

## اهمية المشروع
- تهدف الأردن إلى تحقيق التنمية من خلال تشجيع الاستثمارات المحلية نحو الصناعات التكميلية والصناعات ذات القيمة المضافة والصناعات القائمة على استخدام التكنولوجيا والمعرفة وانتاج زيت الجوجوبا تحقق كل ذلك.[6]
- ينتج زيت الجوجوبا للتصدير أو للصناعات المحلية متعددة المجالات، لذا فان القيمة المضافة لزيت الجوجوبا بالنسبة للاقتصاد القومي عالية جدا.[6]
- العالم يتجه إلى استخدام الخامات الطبيعية في كافة اوجه الحياة تحت شعار العودة للطبيعة وزيت الجوجوبا أحد أهم الخامات التي تستخدم في مجالات الطب والتجميل والصناعة والمبيدات وغيرها مما سيزيد الطلب العالمي عليها اضعاف خلال السنوات القادمة.[6]
- زيت الجوجوبا يمكن ان يمثل أفضل صور التكامل بين الزراعة والبحث العلمي والصناعة لتنمية الزراعة والصناعة على اسس علمية وعملية باذن الله.
- تحتل الضفة الغربية (الاراضي المحتلة) المركز الأول عالميا من حيث نوعية إنتاج الزيوت ثم تليها دول أخرى في الترتيب مثل الارجنتين – اسبانيا – الهند – فرنسا – البرازيل وكوستاريكا.
- الجدير بالذكر ان مصر تمكنت من رفع حجم صادراتها من زيوت الجوجوبا إلى مليوني دولار العام الحالي، محققة بذلك اعلى صادرات في افريقيا والشرق الأوسط، واصبحت المنافس الأول للاراضي المحتلة في إنتاج بذور وزيوت هذا النبات.
- أضف العالمي الحالي على زيت الجوجوبا يصل إلى الاف الاطنان ولم تتمكن الدول المنتجة من تلبية هذا الطلبات.

## احتياجات المشروع من البيئة المحيطة
تتمثل في المواد الخام اللازمة للإنتاج وهي ثمار نبات الجوجوبا وهو نبات بري صحراوي معمر حيث يستمر في الإنتاج لاكثر من مائة وخمسون عاما، وهي شجرة مقاومة للظروف القاسية من الجفاف والملوحة والحرارة العالية كما ان تلك الشجرة مقاومة للامراض والافات لذا لا تحتاج إلى مواد كيميائية ملوثة حيث وتساهم بزيادة الرقعة الخضراء ومكافحة التصحر.
لذا يعد نبات الجوجوبا من أهم النباتات الصناعية الجديدة لتي تناسب طبيعة الصحارى الأردنية.
الجوجوبا هي الذهب الاخضر والامل في تنمية الصحراء لان طبيعتها تناسب الظروف الحارة في فصل الصيف والباردة شتاء، كما تلائم طبيعة التربة الصحراوية وتتحمل الملوحة القوية واحتياجها للماء قليل.
ان زراعة شجرة الهوهوبا لانتاج الزيت تقدم عدة حلول لمشاكل بيئية مستعصية فهي تصلح ان تكون غطاء اخضر في الصحاري القاحلة ويمكن ان يتم سقايتها بمياه المجاري أو بتقنيات الري بمياه البحر

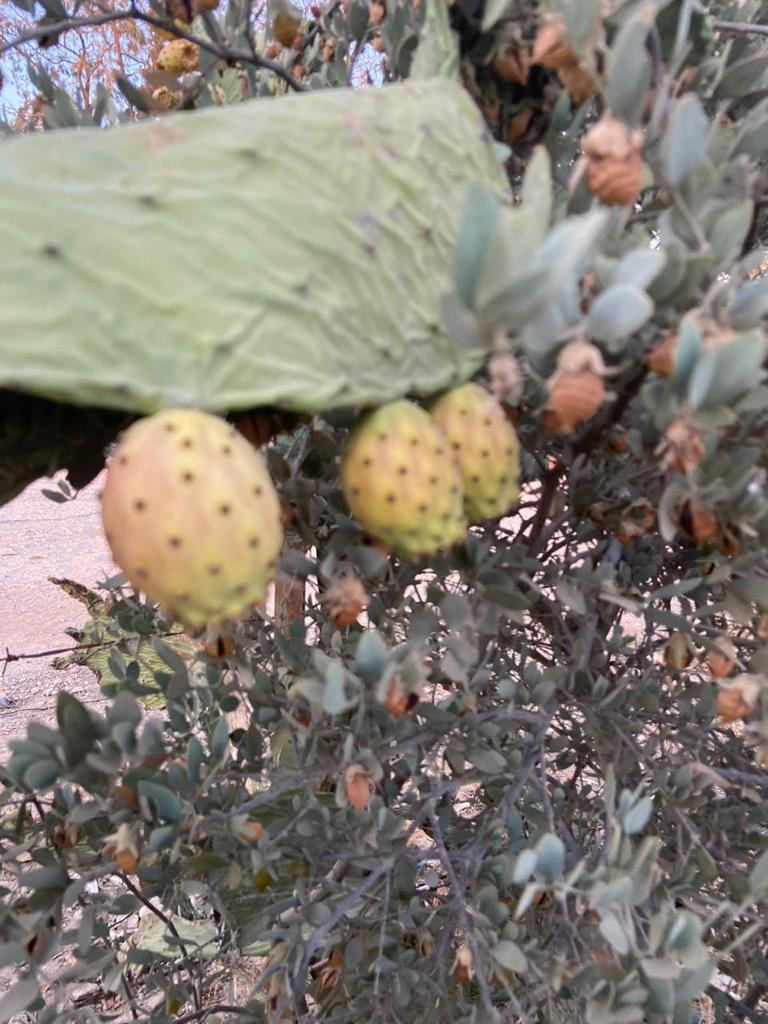
من مشروع الجوجوبا في الأردن - مزارع سلطان الفايز حيث ينبت الجوجوبا في ذات بيئة نمو الصباريات

## أثر منتجات المشروع على البيئة
زيت الجوجوبا من المواد الخام الطبيعية التي لا تسبب أي اضرار للبيئة والانسان والحيوان لانه يختلف تماماً من ناحية التركيب عن كافة الزيوت النباتية حيث يصنف كيميائياً على انه شمع سائل خالي من الدهون
يعد زيت الجوجوبا هو البديل لزيت كبد الحوت مما يؤدي إلى الحفاظ على سلالة الحيتان والتوازن البيئي كما يعد البديل للعديد من مشتقات البترول المستخدمة كزيوت للمحركات وخاصة الثقيلة منها للزوجته الشديدة وارتفاع درجة الغليان لنحو 390 درجة مئوية وهو غير سام وغير ضار بالصحة العامة.
ويدخل زيت الجوجوبا كمادة خام في العديد من الصناعات كما يلي:
- مجال الطب والصيدلة
- المجال البيطري
- مجال المبيدات الطبيعية
- مجال زيوت المحركات واضافات الزيوت
- مجال الصناعة
- مجال التجميل
- التصدير
- حفظ الاغذية

وذلك نتيجة لتركيبته الطبيعية التي منحها الله عز وجل لهذا النبات.